# Campionati europei di sollevamento pesi 1978
I Campionati europei di sollevamento pesi 1978, 59ª edizione della manifestazione, si svolsero ad Havířov dal 10 al 18 giugno 1978.

## Titoli in palio
| Categoria            | Eventi         | Atleti |
| -------------------- | -------------- | ------ |
| Pesi mosca           | Fino a 52 kg   | 11     |
| Pesi gallo           | Fino a 56 kg   | 16     |
| Pesi piuma           | Fino a 60 kg   | 12     |
| Pesi leggeri         | Fino a 67,5 kg | 18     |
| Pesi medi            | Fino a 75 kg   | 13     |
| Pesi massimi leggeri | Fino a 82,5 kg | 15     |
| Pesi mediomassimi    | Fino a 90 kg   | 16     |
| Pesi massimi primi   | Fino a 100 kg  | 13     |
| Pesi massimi         | Fino a 110 kg  | 8      |
| Pesi supermassimi    | Oltre i 110 kg | 6      |

## Nazioni partecipanti
Le nazioni che hanno partecipato ai campionati furono 25 per un totale di 128 atleti partecipanti. Tra parentesi i partecipanti per nazione.
- Austria (3)
- Belgio (1)
- Bulgaria (10)
- Cecoslovacchia (10)
- Danimarca (2)
- Finlandia (8)
- Francia (8)
- Germania Est (10)
- Germania Ovest (9)
- Grecia (2)
- Islanda (1)
- Italia (3)
- Jugoslavia (3)
- Lussemburgo (1)
- Norvegia (3)
- Polonia (10)
- Portogallo (2)
- Romania (6)
- San Marino (1)
- Spagna (3)
- Svezia (7)
- Svizzera (1)
- Turchia (4)
- Ungheria (10)
- Unione Sovietica (10)

## Risultati
| Evento  | Oro                | Oro      | Argento            | Argento  | Bronzo             | Bronzo   |
| 52 kg   | 52 kg              | 52 kg    | 52 kg              | 52 kg    | 52 kg              | 52 kg    |
| ------- | ------------------ | -------- | ------------------ | -------- | ------------------ | -------- |
| Strappo | Kanıbek Osmonaliev | 105,0 kg | Béla Oláh          | 105,0 kg | György Kőszegi     | 105,0 kg |
| Slancio | Kanıbek Osmonaliev | 132,5 kg | György Kőszegi     | 132,5 kg | Béla Oláh          | 130,0 kg |
| Totale  | Kanıbek Osmonaliev | 237,5 kg | György Kőszegi     | 237,5 kg | Béla Oláh          | 235,0 kg |
| 56 kg   |                    |          |                    |          |                    |          |
| Strappo | Marek Seweryn      | 117,5 kg | Karel Prohl        | 115,0 kg | Stefan Dimitrov    | 115,0 kg |
| Slancio | Karel Prohl        | 142,5 kg | Marek Seweryn      | 142,5 kg | Stefan Dimitrov    | 140,0 kg |
| Totale  | Marek Seweryn      | 260,0 kg | Karel Prohl        | 257,5 kg | Stefan Dimitrov    | 255,0 kg |
| 60 kg   |                    |          |                    |          |                    |          |
| Strappo | Nikolaj Kolesnikov | 125,0 kg | László Száraz      | 125,0 kg | Grzegorz Cziura    | 120,0 kg |
| Slancio | Nikolaj Kolesnikov | 165,0 kg | Valentin Todorov   | 155,0 kg | Marek Sachmaciński | 152,5 kg |
| Totale  | Nikolaj Kolesnikov | 290,0 kg | László Száraz      | 275,0 kg | Valentin Todorov   | 270,0 kg |
| 67,5 kg |                    |          |                    |          |                    |          |
| Strappo | Janko Rusev        | 137,5 kg | Ioan Buta          | 135,0 kg | Jaroslav Rutter    | 132,5 kg |
| Slancio | Janko Rusev        | 175,0 kg | Zbigniew Kaczmarek | 172,5 kg | Ioan Buta          | 170,0 kg |
| Totale  | Janko Rusev        | 312,5 kg | Ioan Buta          | 305,0 kg | Zbigniew Kaczmarek | 302,5 kg |
| 75 kg   |                    |          |                    |          |                    |          |
| Strappo | András Stark       | 150,0 kg | Vardan Militosyan  | 147,5 kg | Zahari Todorov     | 145,0 kg |
| Slancio | Vardan Militosyan  | 195,0 kg | Zahari Todorov     | 185,0 kg | Peter Wenzel       | 182,5 kg |
| Totale  | Vardan Militosyan  | 342,5 kg | Zahari Todorov     | 330,0 kg | András Stark       | 330,0 kg |
| 82,5 kg |                    |          |                    |          |                    |          |
| Strappo | Jurij Vardanjan    | 170,0 kg | Péter Baczakó      | 157,5 kg | Krasimir Drăndarov | 150,0 kg |
| Slancio | Jurij Vardanjan    | 202,5 kg | Péter Baczakó      | 200,0 kg | Krasimir Drăndarov | 190,0 kg |
| Totale  | Jurij Vardanjan    | 372,5 kg | Péter Baczakó      | 357,5 kg | Krasimir Drăndarov | 340,0 kg |
| 90 kg   |                    |          |                    |          |                    |          |
| Strappo | David Rigert       | 180,0 kg | Andon Nikolov      | 167,5 kg | György Rehus-Uzor  | 160,0 kg |
| Slancio | David Rigert       | 217,5 kg | Rolf Milser        | 215,0 kg | Nikolaos Iliadis   | 192,5 kg |
| Totale  | David Rigert       | 397,5 kg | Rolf Milser        | 375,0 kg | Andon Nikolov      | 352,5 kg |
| 100 kg  |                    |          |                    |          |                    |          |
| Strappo | Sergej Arakelov    | 177,5 kg | Michel Broillet    | 165,0 kg | Igor' Nikitin      | 162,5 kg |
| Slancio | Sergej Arakelov    | 210,0 kg | Igor' Nikitin      | 200,0 kg | Pierre Gourrier    | 197,5 kg |
| Totale  | Sergej Arakelov    | 387,5 kg | Igor' Nikitin      | 362,5 kg | Michel Broillet    | 355,0 kg |
| 110 kg  |                    |          |                    |          |                    |          |
| Strappo | Jurij Zajcev       | 177,5 kg | Jürgen Ciezki      | 170,0 kg | Leif Nilsson       | 165,0 kg |
| Slancio | Jurij Zajcev       | 225,0 kg | György Szalai      | 215,0 kg | Jürgen Ciezki      | 210,0 kg |
| Totale  | Jurij Zajcev       | 402,5 kg | Jürgen Ciezki      | 380,0 kg | Leif Nilsson       | 375,0 kg |
| +110 kg |                    |          |                    |          |                    |          |
| Strappo | Vasilij Alekseev   | 180,0 kg | Rudolf Strejček    | 177,5 kg | Jürgen Heuser      | 175,0 kg |
| Slancio | Vasilij Alekseev   | 235,0 kg | Jürgen Heuser      | 232,5 kg | Gerd Bonk          | 230,0 kg |
| Totale  | Vasilij Alekseev   | 415,0 kg | Jürgen Heuser      | 407,5 kg | Gerd Bonk          | 402,5 kg |

## Medagliere

### Grandi (totale)
Riferito al totale dell'esercizio: 10 nazioni sono entrate nel medagliere.
| Posiz. | Nazione          | Oro | Argento | Bronzo | Totale |
| ------ | ---------------- | --- | ------- | ------ | ------ |
| 1      | Unione Sovietica | 8   | 1       | 0      | 9      |
| 2      | Bulgaria         | 1   | 1       | 4      | 6      |
| 3      | Polonia          | 1   | 0       | 1      | 2      |
| 4      | Ungheria         | 0   | 3       | 2      | 5      |
| 5      | Germania Est     | 0   | 2       | 1      | 3      |
| 6      | Cecoslovacchia   | 0   | 1       | 0      | 1      |
| 6      | Romania          | 0   | 1       | 0      | 1      |
| 6      | Germania Ovest   | 0   | 1       | 0      | 1      |
| 9      | Svezia           | 0   | 0       | 1      | 1      |
| 9      | Svizzera         | 0   | 0       | 1      | 1      |
| Totale | Totale           | 10  | 10      | 10     | 30     |

### Grandi (totale) e Piccole (Strappo e slancio)
Riferito al totale dell'esercizio e delle due specialità: 12 nazioni sono entrate nel medagliere. 
| Posiz. | Nazione          | Oro | Argento | Bronzo | Totale |
| ------ | ---------------- | --- | ------- | ------ | ------ |
| 1      | Unione Sovietica | 23  | 3       | 1      | 27     |
| 2      | Bulgaria         | 3   | 4       | 9      | 16     |
| 3      | Polonia          | 2   | 2       | 3      | 7      |
| 4      | Ungheria         | 1   | 9       | 5      | 15     |
| 5      | Cecoslovacchia   | 1   | 3       | 1      | 5      |
| 6      | Germania Est     | 0   | 4       | 5      | 9      |
| 7      | Romania          | 0   | 2       | 1      | 3      |
| 8      | Germania Ovest   | 0   | 2       | 0      | 2      |
| 9      | Svizzera         | 0   | 1       | 1      | 2      |
| 10     | Svezia           | 0   | 0       | 2      | 2      |
| 11     | Francia          | 0   | 0       | 1      | 1      |
| 11     | Grecia           | 0   | 0       | 1      | 1      |
| Totale | Totale           | 30  | 30      | 30     | 90     |